# Zollner Elektronik
Die Zollner Elektronik AG ist ein Dienstleister im Bereich Auftragsfertigung elektronischer Komponenten (EMS) mit Hauptsitz in Zandt. Das Unternehmen hat Niederlassungen in Deutschland, Ungarn, Rumänien, China, Tunesien, den USA, der Schweiz, Costa Rica und Hongkong. Die Aktiengesellschaft befindet sich zu 100 Prozent in Familienbesitz.

## Tätigkeitsgebiet
Der EMS-Dienstleister (Elektronikdienstleister) entwickelt und produziert Einzelteile, Module, Geräte sowie komplexe Systeme für Kunden aus den Branchen Industrieelektronik, Bahntechnik, Automotive, Medizintechnik, Luftfahrt & Verteidigung, Messtechnik, Büroelektronik & Datentechnik, Sonstige Konsumgüter und Telekommunikation.
Neben der Entwicklung und Produktion bietet Zollner Dienstleistungen in den Bereichen Engineering/NPI, Supply Chain Management, Materialmanagement, After Sales Service und Repair Service an. In der Elektronik bietet das Unternehmen vielfältige Möglichkeiten in den Bereichen elektronische Baugruppen, Kabelkonfektion, induktive Bauelemente, IPC-Zertifizierungen. Die Leistungspalette in der Mechanik umfasst Blechbearbeitung, Kunststofftechnik, Muster- und Vorrichtungsbau, CNC-Dreh- und Frästechnik, Oberflächentechnik, Galvanik, Formen- und Werkzeugbau. Der Bereich Analysetechnik bietet Technologien und Prozesse zur Fehlerursachenfindung und Fehlerprävention. Mehr als 1.500 Auszubildende wurden bis dato bei der Zollner Elektronik AG ausgebildet und übernommen. Mit circa 5.000 Mitarbeitern an den deutschen Standorten ist Zollner der größte Arbeitgeber der Region Cham.

## Produkte
Als Fertigungsdienstleister verfügt die Zollner Elektronik AG über kein eigenes Produkt – mit einer Ausnahme: „Tradinno“ (ein Wortspiel aus „Tradition“ und „Innovation“), der im Guinness-Buch der Rekorde als größter vierbeiniger Schreitroboter der Welt verzeichnet ist. Das mechatronische System tritt jedes Jahr im ältesten Volksschauspiel Deutschlands auf, dem Further Drachenstich.

## Unternehmensstruktur
Das Unternehmen wurde 1965 durch den jetzigen Aufsichtsratsvorsitzenden Manfred Zollner sen. als Ein-Mann-Betrieb gegründet. Dem Vorstand der Zollner Elektronik AG gehören Markus Aschenbrenner (Mitglied des Vorstands), Ludwig Zollner (stellvertretender Vorsitzender), Manfred Zollner jun. (Mitglied des Vorstands), Christian Zollner (Mitglied des Vorstands) und Thomas Schreiner (Mitglied des Vorstands) an. Der Aufsichtsrat besteht aus Manfred Zollner sen. (Aufsichtsratsvorsitzender), Ludwig Wanninger (stellvertretender Aufsichtsratsvorsitzender) und Manfred Huber (Arbeitnehmervertreter).

## Standorte
In Deutschland hat die Zollner Elektronik AG neun Produktionsstandorte im ostbayerischen Raum in Zandt (I und II), Lam, Untergschwandt, Neukirchen b. Hl. Blut, Altenmarkt (I, II und III) und Furth im Wald. Tochtergesellschaften bestehen in Vác und Szügy (Ungarn), Satu Mare (I und II) (Rumänien), Taicang (China), Beja (Tunesien), Enfidha (Tunesien), Milpitas (Kalifornien USA), Hombrechtikon (Schweiz), Cartago (Costa Rica) und Kowloon Bay (Hongkong).